# Giro della Valsesia
Il Giro della Valsesia era una corsa a tappe (24 edizioni) e corsa in linea (9 edizioni) maschile di ciclismo su strada, riservata alla categorie Under-23/Elite, che si svolgeva in Piemonte, nel mese di giugno (dal 1980 al 1993) o luglio (dal 1994 al 2012), nei pressi del territorio della Valsesia, in provincia di Vercelli.

## Albo d'oro
Aggiornato all'edizione 2012.
| Anno | Vincitore                | Secondo               | Terzo                 |
| ---- | ------------------------ | --------------------- | --------------------- |
| 1980 | Giovanni Fedrigo         | Giuseppe Parente      | Walter Clivati        |
| 1981 | Giovanni Fedrigo         | Maurizio Viotto       | Rocco Cattaneo        |
| 1982 | Manuel Ignacio Gutiérrez | Fabio Parra           | Carlos Siachoque      |
| 1983 | Nikolay Kosyakov         | Moravio Pianegonda    | Pavel Moucitsky       |
| 1984 | Gianni Rossi             | Giancarlo Aldeghi     | Olimpo Pavanello      |
| 1985 | Marco Saligari           | Giuseppe Calcaterra   | Massimo Ghirardi      |
| 1986 | Ivan Luca Menni          | Claudio Gennero       | Orlando Dal Molin     |
| 1987 | Vanni Sanna              | Roberto Giucolsi      | Mauro Gelati          |
| 1988 | Orlando Sartori          | Andrea Chiurato       | Roberto Gusmeroli     |
| 1989 | Marco Lanteri            | Giuseppe Fontana      | Roberto Giucolsi      |
| 1990 | Corrado Capello          | Luca Benetti          | Livio Besana          |
| 1991 | Walter Pedroni           | Moreno Picchio        | Gianluca Vezzoli      |
| 1992 | Oscar Pozzi              | Ferdin Rambaudo       | Tullio Pelliccioli    |
| 1993 | Massimo Repossi          | Emiliano Murtas       | Gianpiero Polto       |
| 1994 | Mirko Celestino          | Gianluca Valoti       | Matteo Frutti         |
| 1995 | Nicola Panzeri           | Luca Prada            | Marino Bianchi        |
| 1996 | Paul Bertino             | Walter Pedroni        | Riccardo Faverio      |
| 1997 | Volodymyr Duma           | Denis Lunghi          | Romāns Vainšteins     |
| 1998 | Igor Segala              | Sergej Lelekin        | Alessandro Cortinovis |
| 1999 | Ondřej Sosenka           | Milan Kadlec          | Federico Berta        |
| 2000 | Massimiliano Martella    | Renzo Mazzoleni       | Cristian Orsini       |
| 2001 | Stefano Boggia           | Massimiliano Martella | Giuseppe Scalzillo    |
| 2002 | Oscar Borlini            | Dmitri Semov          | Michael Albasini      |
| 2003 | Stefano Boggia           | Pawel Sendal          | Clemente Cavaliere    |
| 2004 | Ivano Sanzovo            | Aristide Ratti        | Paolo Bailetti        |
| 2005 | Piergiorgio Camussa      | ?                     | ?                     |
| 2006 | Marco Catteneo           | ?                     | ?                     |
| 2007 | Bruno Rizzi              | Andrius Buividas      | Damiano Margutti      |
| 2008 | Giovanni Carini          | Luca Gasparini        | Alberto López Gustavo |
| 2009 | Federico Rocchetti       | Egor Silin            | Gianluca Maggiore     |
| 2010 | Cristiano Monguzzi       | Eldar Dzhabrailov     | Anton Sintsov         |
| 2011 | Kanstantsin Klimiankou   | Daniele Troian        | Mauro Vicini          |
| 2012 | Mauro Vicini             | Fabio Aru             | Matteo Busato         |

## Statistiche

### Vittorie per nazione
Aggiornato all'edizione 2013.
| Pos. | Nazione          | Vittorie |
| ---- | ---------------- | -------- |
| 1    | Italia           | 28       |
| 2    | Bielorussia      | 1        |
| 2    | Colombia         | 1        |
| 2    | Rep. Ceca        | 1        |
| 2    | Ucraina          | 1        |
| 2    | Unione Sovietica | 1        |